# 漢堡鎮區 (北達科他州迪基縣)
漢堡鎮區（英語：Hamburg Township）是位於美國北達科他州迪基縣的一個鎮區。

## 地方資料
漢堡鎮區的面積為93.83平方千米，當中陸地面積為93.70平方千米，而水域面積為0.13平方千米。根據2020年美國人口普查的數據，當地共有人口29人，而人口密度為每平方千米0.31人。